# Марілу Геннер
Мері Люсі Падловські, відома як Марілу Геннер (англ. Marilu Henner, нар. 6 квітня 1952, Чикаго, Іллінойс, США) — американська акторка, сценаристка, продюсерка й авторка книг про здоровий спосіб життя.

## Життєпис
Мері Люсі Падловські народилася 1952 року і виросла в Чикаго. Її мати, Лоретта Геннер, була президентом «Національної Асоціації Танцю» та керувала «Танцювальною школою Геннер», яка розташовувалася в гаражі їхнього власного будинку. Мері Люсі з дитинства вміла добре танцювати, а в 14-річному віці вже стала інструкторкою з танців. Перед тим, як стати акторкою, вона ще навчалася у Балетній студії в Іллінойсі. У 1976 році переїхала до Нью-Йорку, де почала брати участь у бродвейських постановках.
З 1978 по 1983 роки Геннер грала Елейн Нардо в популярному на той час телесеріалі «Таксі». За цю роль вона кілька разів номінувалася на «Золотий глобус», який жодного разу не отримала, зате була удостоєна звання «Почесний таксист Нью-Йорка». З 1990 по 1994 рік вона, разом із Бертом Рейнольдсом, була ведучою телевізійного шоу «Тінь вечора».
У 1994 році Геннер написала автобіографію «Продовжую рухатися, будь-що-буде», в якій розповідає про свої романи з акторами Джоном Шнайдером, Джоном Траволтою та колегами по телесеріалу «Таксі».
Нині Геннер є активісткою здорового життя. Вона авторка шести книг про дієту та здоров'я. Останній проєкт Геннер — телесеріал «Формуйте ваше життя», який ґрунтується на її книгах про здоров'я.
30 серпня 2016 року її назвали однією зі знаменитостей, які братимуть участь у 23-му сезоні Танців з зірками. Її партнером був професійний танцюрист Дерек Гаф. Геннер і Гаф вибули на дев'ятому тижні змагань і фінішували на шостому місці.
10 липня 2018 року вона з'явилася як «гість» у подкасті «Мій брат, мій брат і я». У 2018 році Геннер з'явилася в першому сезоні серіалу CBS «Сусідство» з Седріком «Розважальником», Тичиною Арнольдом та Бет Берс. Геннер з'явився також у 8-му епізоді першого сезону під назвою «Ласкаво просимо на День подяки».

### Особисте життя
Акторка була одружена двічі. Перший чоловік — актор Фредерік Форрест, другий — продюсер і режисер Роберт Ліберман, від якого народила двох дітей. Обидва шлюби закінчилися розлученням. 21 грудня 2006 року одружилася з Майклом Брауном, колишнім однокласник по коледжу з двома дітьми від першого шлюбу.
У Геннер вроджена гіпертимезія або повна пам'ять: вона може пам'ятати конкретні деталі практично кожного дня свого життя з дитинства

## Вибрана фільмографія
| Рік       |    | Українська назва                               | Оригінальна назва                       | Роль                      |
| --------- | -- | ---------------------------------------------- | --------------------------------------- | ------------------------- |
| 1978      | ф  | Брати по крові                                 | Bloodbrothers                           | Аннетт                    |
| 1978—1983 | с  | Таксі                                          | Taxi                                    | Елані Нардо               |
| 1982      | ф  | Хеммет                                         | Hammett                                 | Кіт Конджер / Сью Алабама |
| 1983      | ф  | Чоловік, який любив жінок                      | The Man Who Loved Women                 | Агнес                     |
| 1984      | ф  | Перегони «Гарматне ядро» 2                     | Cannonball Run 2                        | Бетті                     |
| 1984      | ф  | Небезпечний Джонні                             | Johnny Dangerously                      | Ліл Шерідан               |
| 1985      | ф  | Ковбойська рапсодія                            | Rustlers’ Rhapsody                      | міс Трейсі                |
| 1985      | ф  | Ідеально                                       | Perfect                                 | Саллі                     |
| 1985      | с  | Альфред Хічкок представляє                     | Alfred Hitchcock Presents               | Клер                      |
| 1986      | с  | Хто тут бос?                                   | Who's the Boss?                         | Дайан Вілмінгтон          |
| 1988      | тф | Вбивство у жіночому клубі                      | Ladykillers                             | Саманта Фленнері          |
| 1989      | с  | Шоу Трейсі Ульман                              | The Tracey Ullman Show                  | вагітна                   |
| 1991      | ф  | Золоті ланцюги                                 | Chains Of Gold                          | Джекі                     |
| 1991      | ф  | Лос-Анджелеська історія                        | L.A. Story                              | Труді                     |
| 1992      | ф  | Шалені підмостки                               | Noises Off                              | Белінда Блер              |
| 1993      | мф | Бетмен: Маска Фантазму                         | Batman: Mask of the Phantasm            | додаткові голоси          |
| 1993—1995 | мс | Бетмен                                         | Batman: The Animated Series             | Вероніка Вріланд          |
| 1994      | ф  | Конвоїри                                       | Chasers                                 | Кеті                      |
| 1995      | тф | Боротьба за справедливість: Історія Ненсі Конн | Fight For Justice: The Nancy Conn Story | Ненсі Конн                |
| 1996      | с  | Титанік                                        | Titanic                                 | Моллі Браун               |
| 1997—1998 | мс | Нові пригоди Бетмена                           | The New Batman Adventures               | Вероніка Вріланд          |
| 1998      | мф | Бетмен та Містер Фріз                          | Batman & Mr. Freeze: SubZero            | Вероніка Вріланд          |
| 1999      | ф  | Людина на Місяці                               | Man on the Moon                         | у ролі самої себе         |
| 2002      | с  | Провіденс                                      | Providence                              | Джорджія                  |
| 2005      | с  | Повернення                                     | The Comeback                            | у ролі самої себе         |
| 2009      | с  | Швидка допомога                                | ER                                      | Лінда                     |
| 2009      | с  | Майстри вечірок                                | Party Down                              | Пеппер Макмастерс         |
| 2010      | с  | 4исла                                          | Numb3rs                                 | Реджіна Лендерс           |
| 2011      | с  | Анатомія пристрасті                            | Grey's Anatomy                          | Еліс Мозер                |
| 2011      | с  | Незабутнє (серіал)                             | Unforgettable                           | тьотя Іві                 |
| 2012      | ф  | Вампірші                                       | Vamps                                   | Анджела                   |
| 2013      | с  | Два з половиною чоловіки                       | Two and a Half Men                      | Лінда                     |
| 2013      | с  | Болото                                         | The Glades                              | Джоан Лонгворт            |
| 2014      | с  | Бруклін 9-9                                    | Brooklyn Nine-Nine                      | Вівіан Ладлі              |
| 2014      | с  | Божевільні                                     | The Crazy Ones                          | Пейдж                     |
| 2018      | с  | Сусідство                                      | The Neighborhood                        | Пола                      |
| 2020      | с  | Боб кохає Абішолу                              | Bob Hearts Abishola                     | Триш                      |

## Літературні праці
- Всіма засобами, продовжуйте рухатися (5 вересня 1994 р.)
- Повне оновлення здоров'я Марілу Геннер (6 травня 1998 р.)
- 30-денне повне відновлення здоров'я (3 березня 1999 р.)
- I Refuse To Raise A Brat (12 жовтня 1999)
- Healthy Life Kitchen (10 липня 2000 р.)
- Здорові діти: допоможіть їм правильно харчуватися та залишатися активними протягом усього життя! (7 серпня 2001 р.)
- Healthy Holidays (1 жовтня 2002 р.)
- Wear Your Life Well: Use What You Have to Get What You Want (8 квітня 2008 р.)
- Total Memory Makeover: розкрийте своє минуле, візьміть на себе відповідальність за своє майбутнє (24 квітня 2012 р.)